# Vollmer Werke
Die Vollmer Werke Maschinenfabrik GmbH (Eigenschreibweise: VOLLMER WERKE) ist ein weltweit tätiges Maschinenbauunternehmen mit Sitz in Biberach an der Riß.
Das Produktprogramm umfasst Schärfmaschinen für die holz- und metallverarbeitende Industrie. In diesem Bereich der Schärf- und Erodiermaschinen gilt Vollmer als Weltmarktführer.
Der Entwicklungsstandort befindet sich ebenfalls in Biberach an der Riß. Weitere Niederlassungen, die in der Vollmer-Gruppe zusammengefasst sind, finden sich in Mörlenbach (Odenwald) und in Österreich, Großbritannien, Frankreich, Italien, Polen, Spanien, Schweden, den USA, Brasilien, Japan, China, Südkorea, Indien, Russland sowie Thailand.
Das Unternehmen befindet sich zu 80 % im Besitz der Sieglinde Vollmer Stiftung. Die restlichen 20 % befinden sich im Familienbesitz.

## Produkte
Als Spezialist für Schärfmaschinen hat das Unternehmen rund 60 Modelle an Schleif- und Erodiermaschinen entwickelt. Die Schleifmaschinen werden in erster Linie für Bandsägeblätter sowie Kreissägeblätter aus Hartmetall (HM) oder HSS (High Speed Steel) eingesetzt. Mit den Erodiermaschinen, die auf dem Prinzip des Funkenerodierens basieren, werden Diamant-Werkzeuge (polykristalliner Diamant) unterschiedlicher Art geschärft. Zu den Kunden gehören Werkzeughersteller, Schärfdienste und Sägewerke.

## Geschichte
1909 konstruierte der aus Altdorf bei Nürtingen stammende schwäbische Erfinder Heinrich Vollmer (1885–1961) einen Apparat zum Schränken von Sägen und gründete im selben Jahr, zunächst in Ebingen, ab 1910 in Biberach an der Riß die Vollmer Werke. Dort werden Schleif-, Feil- und Schränkmaschinen für die Sägeblattherstellung gefertigt.
1927 erhielt er ein Patent für die Vollmer-MPi, ein Vorläufer der Erma EMP und der späteren Standardmaschinenpistolen der Wehrmacht, der MP38 und MP40.
1952 entwickelte das Unternehmen für die aufkommenden hartmetall-bestückten Kreissägeblätter ein spezielles Schärfmaschinenprogramm. Dieses Geschäftsfeld gewann durch ständige Neu- und Weiterentwicklungen in den folgenden Jahrzehnten eine wichtige Bedeutung. Nach dem Tod des Firmengründers übernahm 1964 dessen Tochter Sieglinde Vollmer gemeinsam ihrem Bruder Udo die Geschäftsführung. 1988 entwickelte das Unternehmen ein Maschinenprogramm zum Erodieren von diamantbestückten Werkzeugen für die holzverarbeitende Industrie. 1998 präsentierte das Unternehmen eine neue Drahterodiermaschine und stieg mit dieser Technologie in die metallverarbeitende Industrie ein.
2006 übernahm das Unternehmen die Loroch GmbH in Mörlenbach, mit der bereits seit 1994 eine Vertriebskooperation bestand, und erweiterte damit das Produktportfolio um Schärfmaschinen für die Bearbeitung von HSS-bestückten Kreissägeblättern.
2009 weihte das Unternehmen ein Technologie- und Dienstleistungszentrum ein.
Nach Recherchen des SWR liefert das Unternehmen auch nach der Invasion Russlands in die Ukraine große Maschinen wahrscheinlich über Zwischenhändler, z. B. in der Türkei, nach Russland. Die Firma hält weiterhin eine russischsprachige Version ihrer Webseite aufrecht.